# Hiraea longipes
Hiraea longipes är en tvåhjärtbladig växtart som beskrevs av W.R. Anderson. Hiraea longipes ingår i släktet Hiraea och familjen Malpighiaceae. Inga underarter finns listade i Catalogue of Life.